# Dogodelphax nigropunctata
Dogodelphax nigropunctata är en insektsart som beskrevs av Lindberg 1956. Dogodelphax nigropunctata ingår i släktet Dogodelphax och familjen sporrstritar. Inga underarter finns listade i Catalogue of Life.